# Z Communications
Z Communications – grupa mediowa, założona w 1987 r. przez Michaela Alberta oraz Lydię Sargent, wydająca czasopismo „Z Magazine”, prowadząca portal internetowy ZNet, Z Media Institute oraz Z Video.
Z Communications ma siedzibę w Woods Hole. Stali współpracownicy Z Communications to m.in. Uri Avnery, Noam Chomsky, Alexander Cockburn, Tim Wise, Robert Fisk, Howard Zinn, Edward S. Herman, Barbara Ehrenreich.

## Z Magazine
„Z Magazine” (wcześniej „Zeta”) powstał w 1987 r. z inicjatywy dwojga założycieli wydawnictwa South End Press, Michaela Alberta oraz Lydii Sargent. Jest to miesięcznik o tematyce politycznej, kulturalnej, społecznej i ekonomicznej. Jest wydawany zarówno w formie drukowanej, jak i online. W formie drukowanej ma zwykle 64 strony. Wersja online jest przeznaczona dla subskrybentów; archiwa są powszechnie dostępne (z kilkumiesięcznym opóźnieniem).

## Z Net
Portal internetowy założony w 1995, koncentrujący się tematyce politycznej z perspektywy lewicowej. Jak podają administratorzy, odwiedza go ponad ćwierć miliona osób tygodniowo. Posiada wiele działów tematycznych, archiwa tekstów, ukazują się także codzienne komentarze.

## Z Media Institute
Powstały w 1994 r., prowadzi zajęcia na temat tworzenia i prowadzenia mediów alternatywnych, organizacji oraz teorii radykalnego ruchu społecznego.

## Z Video
Założone w 1998 r., produkuje filmy o tematyce politycznej, społecznej i ekonomicznej.